# Ville Kantee
Ville Valtteri Kantee (ur. 8 grudnia 1978 w Joutseno) – fiński skoczek narciarski, reprezentant Puijon Hiihtoseura, w latach 2006–2010 serwismen fińskiej reprezentacji w skokach narciarskich i kombinacji norweskiej, od sezonu 2010/2011 asystent trenera reprezentacji w skokach narciarskich Pekki Niemeli.
Zwycięzca dwóch konkursów zaliczanych do klasyfikacji Pucharu Świata w skokach narciarskich (Kuopio, 1999 oraz Willingen, 2001). Szósty zawodnik w Pucharze Świata i dziewiąty w Turnieju Czterech Skoczni w sezonie 1999/2000. Dwukrotny drużynowy srebrny medalista mistrzostw świata w skokach narciarskich w 2001 w Lahti.
W swojej karierze wziął udział w 93 konkursach Pucharu Świata, z czego 6 razy stanął na podium zawodów. W reprezentacji Finlandii występował w latach 1996-2002. W 2004 gościnnie wystąpił w konkursach Pucharu Kontynentalnego.
Jego rekord życiowy wynosi 223,5 m i ustanowił go 18 marca 2000 w Planicy.
Po zakończeniu kariery rozpoczął występy w rockowym zespole The Kroisos.

## Życie prywatne
Ville Kantee urodził się 8 grudnia 1978 roku w Joutseno, mieście położonym w południowo-wschodniej części Finlandii, tuż przy granicy z Federacją Rosyjską. W 2002 zakończył sportową karierę, jednak później wystąpił jeszcze w kilku konkursach Pucharu Kontynentalnego. Na początku 2005 dołączył do zespołu The Kroisos. Drugim zawodem Kantee (poza muzyką) jest praca asystenta trenera reprezentacji Finlandii w skokach narciarskich. Mieszka w Lahti. Jest kawalerem i nie ma dzieci.

## Przebieg kariery

### 1996/1997

#### Puchar Świata – 20. miejsce
30 listopada 1996 roku Ville Kantee zadebiutował w Pucharze Świata w skokach narciarskich. Na dużej skoczni w Lillehammer zajął 27. miejsce, dzięki czemu zdobył pierwsze w karierze punkty do klasyfikacji PŚ. Dzień później w konkursie tej samej rangi na tej samej skoczni Fin zajął 39. pozycję. 7 grudnia w fińskiej Ruce Kantee był dwudziesty, a 8 grudnia dwunasty. Na dużej skoczni w Harrachovie, 14-15 grudnia Ville Kantee uplasował się na dwunastym i jedenastym miejscu. W pierwszym konkursie Pucharu Świata po Turnieju Czterech Skoczni 1996/1997, 11 stycznia w szwajcarskim Engelbergu reprezentant Finlandii był piętnasty. Nazajutrz po raz pierwszy w sportowej karierze zajął miejsce wśród dziesięciu najlepszych skoczków konkursu Pucharu Świata. Był dziesiąty. Podobnie 1 lutego na Große Mühlenkopfschanze w Willingen. 2 lutego sklasyfikowany został na szesnastym miejscu. 8 lutego w Tauplitz zadebiutował w konkursie Pucharu Świata na skoczni mamuciej. Zajął 20. miejsce, a dzień później był 28. W ostatnim konkursie sezonu, rozegranym tuż po zakończeniu Turnieju Skandynawskiego, 22 marca na Velikance w Planicy, Ville Kantee zajął 23. lokatę. W efekcie Fin zdobył 255 punktów Pucharu Świata, dzięki czemu uplasował się na 20. miejscu w końcowej klasyfikacji.

##### Turniej Czterech Skoczni – 31. miejsce
W pierwszym konkursie Turnieju Czterech Skoczni 1996/1997, 29 grudnia na Schattenbergschanze w Oberstdorfie, Ville Kantee zajął 26. miejsce. W noworocznym konkursie na skoczni K116 w Ga-Pa był 48. i wyprzedził tylko japońskiego skoczka, Yukitaka Fukita oraz Niemca Hansjörga Jäkla. 4 stycznia w konkursie na Bergisel w Innsbrucku Kantee był 22. W ostatnim z konkursów, na skoczni w Bischofshofen nie wystartował. Łącznie zdobył 475,5 punktu, co dało mu 31. miejsce w TCS.

##### Turniej Nordycki – 15. miejsce
W 1997 roku po raz pierwszy w historii rozegrano Turniej Nordycki. W skład tej edycji wchodziły cztery konkursy rozgrywane na terenie państw skandynawskich. W pierwszym z konkursów, 9 marca w Lahti Ville Kantee zajął jedenaste miejsce. Trzy dni później na normalnej skoczni w Kuopio był siedemnasty. 13 marca w konkursie w szwedzkim Falun, reprezentant Finlandii uplasował się na szesnastym miejscu. W ostatnim z konkursów, 16 marca na Holmenkollen w stolicy Norwegii, Kantee sklasyfikowany został na 32. miejscu. Dało mu to łącznie 557,3 punktu, dzięki czemu uplasował się na piętnastej pozycji.

### 1997/1998

#### Puchar Świata – 54. miejsce
Pierwszy start w sezonie 1997/1998 Ville Kantee zaliczył 6 grudnia na skoczni we włoskim Predazzo. Nie zakwalifikował się wówczas do finałowej serii konkursu, gdyż zajął 32. miejsce. Dwa dni później na Alpenarenie w Villach fiński skoczek był 47. 11 stycznia w Ramsau, podczas pierwszego konkursu Pucharu Świata po zakończeniu Turnieju Czterech Skoczni, Kantee został sklasyfikowany na 25. pozycji, dzięki czemu zdobył sześć punktów do klasyfikacji generalnej. W trakcie Turnieju Skandynawskiego Ville Kantee zajął najwyższe miejsce w sezonie. 13 marca w Trondheim był dziesiąty. W kończących sezon zawodach na dużej skoczni w Planicy, 22-23 marca skoczek zajął 35. i 24. lokatę. W całym sezonie zgromadził w sumie 44 punkty, co dało mu 54. miejsce w końcowej klasyfikacji Pucharu Świata.

##### Turniej Czterech Skoczni – 40. miejsce
29 grudnia w Oberstdorfie odbył się pierwszy z konkursów zaliczanych do Turnieju Czterech Skoczni 1997/1998. Ville Kantee skoczył w nim 88 metrów, przez co nie zakwalifikował się do drugiej serii zawodów i zajął 48. miejsce, wyprzedzając tylko Michaela Kury i Primoža Peterkę. Dwa dni później na skoczni w Garmisch-Partenkirchen Fin sklasyfikowany został dwa miejsca wyżej. 4 stycznia na Bergisel zakwalifikował się do finałowej serii, był 29. po skokach na 92 i 77 metrów. W ostatnim z konkursów, 6 stycznia w Bischofshofen Ville Kantee był 44. Dało to łącznie 337,1 punktu i 40. miejsce w Turnieju Czterech Skoczni.

##### Turniej Nordycki – 34. miejsce
W pierwszym konkursie zaliczanym do klasyfikacji Turnieju Skandynawskiego 1998, 7 marca w Lahti Ville Kantee zajął 28. miejsce. Dzień później na tej samej skoczni uplasował się na 37. pozycji. 11 marca na Lugnet w Falun został sklasyfikowany jedno miejsce niżej. 13 marca w Trondheim zajął 10. miejsce, a 15 marca w Oslo nie przebrnął przez kwalifikacje i nie wystartował. W końcowej tabeli Turnieju Nordyckiego Ville Kantee został sklasyfikowany na 34. miejscu. Łącznie uzyskał 578,8 punktu, o niemal sześćset mniej od zwycięzcy – Andreasa Widhölzla.

### 1998/1999

#### Puchar Świata – 28. miejsce
W pierwszym konkursie sezonu 1998/1999 w Pucharze Świata w skokach narciarskich, 28 listopada na skoczni Lysgårdsbakken w Lillehammer, Ville Kantee zajął ostatnie, 51. miejsce. 5 grudnia we francuskim Chamonix fiński skoczek uplasował się na 34. pozycji. Dzień później był 47. 8 grudnia na skoczni w Predazzo sklasyfikowany został na 35. miejscu. Sześć dni później w Oberhofie był 48. Pierwsze punkty do klasyfikacji Pucharu Świata 1998/1999 Kantee zdobył 29 stycznia na skoczni w Willingen. Zajął wówczas 27. pozycję, dzięki czemu uzyskał cztery pucharowe punkty. 31 stycznia na tej samej skoczni uplasował się na dziewiątym miejscu. 7 lutego na dużej skoczni w Harrachovie sklasyfikowany został na najwyższym wówczas miejscu w karierze. Był piąty, przegrywając tylko z Janne Ahonenem, Lasse Ottesenem, Jakubem Sucháčkiem oraz Jani Soininenem. 4 marca w Kuopio zajął 14. miejsce. W konkursach na mamucie w Planicy, od 19 do 21 marca, Ville Kantee zajął 24., 17. i 37. miejsce. W sezonie 1998/1999 Ville Kantee zdobył razem 183 punkty Pucharu Świata, dzięki czemu uplasował się na 28. miejscu.

##### Turniej Nordycki – 11. miejsce
Turniej Skandynawski w 1999 roku rozpoczął się od konkursu na skoczni w Lahti. Został on rozegrany 6 marca. Ville Kantee zajął 45. miejsce i było to jego najgorsze miejsce w całym Turnieju Nordyckim. Trzy dni później w kolejnym z konkursów, który odbył się na skoczni w Trondheim, reprezentant Finlandii został sklasyfikowany na jedenastej pozycji. 11 marca na skoczni w Falun był dziewiąty. W kończącym Turniej Nordycki konkursie, 14 marca w Oslo, Kantee zajął osiemnastą pozycję. Łącznie zdobył 715,2 punktu i został sklasyfikowany na jedenastej pozycji w końcowej klasyfikacji Turnieju Skandynawskiego.

#### Mistrzostwa świata – 30. i 13. miejsce
20 lutego 1999 roku Ville Kantee zadebiutował w międzynarodowych zawodach rangi mistrzowskiej. Miało to miejsce na mistrzostwach świata w narciarstwie klasycznym w Ramsau. Wraz z Jani Soininenem, Miką Antero Laitinenem i Janne Ahonenem zajął czwarte miejsce w drużynowym konkursie o mistrzostwo świata. Reprezentacja Finlandii przegrała wówczas z narodowymi reprezentacjami: Niemiec, Japonii i Austrii. Nazajutrz w konkursie indywidualnym na skoczni dużej, Ville Kantee zajął 30. miejsce. 26 lutego w zmaganiach na skoczni normalnej Kantee był trzynasty.

### 1999/2000

#### Puchar Świata – 6. miejsce
Podczas inauguracji sezonu 1999/2000 Pucharu Świata w skokach narciarskich, 27 listopada 1999 roku w Kuopio Ville Kantee zajął dwunaste miejsce, dzięki czemu pierwszy raz w karierze zajmował miejsce w czołowej piętnastce Pucharu Świata i miał zapewniony udział w zawodach. Następnego dnia na tej samej skoczni pierwszy raz wygrał zawody Pucharu Świata. Uczynił to z przewagą 5,4 punktu nad drugim, Risto Jussilainenem. 4 grudnia w Predazzo Kantee zajął trzynastą pozycję. Nazajutrz uplasował się jedno miejsce niżej. 12 grudnia na normalnej skoczni w Villach Kantee sklasyfikowany został na siódmej pozycji. 18 grudnia na Wielkiej Krokwi w Zakopanem zajął dzieiątą lokatę. 19 grudnia na tej samej skoczni był szósty. 8 stycznia w pierwszym konkursie po Turnieju Czterech Skoczni, na skoczni w Engelbergu Kantee był szesnasty, a dzień później dziewiąty. 22-23 stycznia w konkursach PŚ w Sapporo Ville Kantee zajął szóste i siódme miejsce. 26 stycznia w Hakubie stanął na najniższym stopniu podium, przegrywając jedynie z Jani Soininenem i Andreasem Widhölzlem. 5 lutego w Willingen Kantee wyprzedził tylko Hideharu Miyahirę i Roberta Mateję, przez co zajął 49. miejsce. Dzień później w konkursie na tej samej skoczni Fin był dziewiętnasty. 19 lutego na Kulm uplasował się na 27. pozycji. Po zakończeniu Turnieju Skandynawskiego, 19 marca na Velikance w Planicy zakończył konkurs na ósmym miejscu. W sezonie 1999/2000 Ville Kantee zdobył 836 punktów, co dało mu szóste miejsce.

##### Turniej Czterech Skoczni – 9. miejsce
W pierwszym z turniejowych konkursów, 29 grudnia w Oberstdorfie, Ville Kantee zajął siódmą pozycję. 1 stycznia w Garmisch-Partenkirchen zajął jedno miejsce wyżej. Przegrał wówczas tylko z Andreasem Widhölzlem, Masahiko Haradą, Janne Ahonenem, Svenem Hannawaldem i Andreasem Goldbergerem. W trzecim spośród konkursów, 3 stycznia w Innsbrucku, Kantee zajął dziewiąte miejsce. Trzy dni później na skoczni w Bischofshofen był piętnasty. W końcowej klasyfikacji Turnieju Czterech Skoczni 1999/2000 Ville Kantee zajął dziewiąte miejsce, uzyskując 882,4 punktu.

##### Turniej Nordycki – 3. miejsce
W skład Turnieju Nordyckiego w 2000 roku wchodziło pięć konkursów, w tym cztery indywidualne. W pierwszym z nich, 4 marca w Lahti, Ville Kantee zajął siódme miejsce. Następnego dnia w konkursie na tej samej skoczni był 17. Zarówno 10 marca w Trondheim, jak i 12 marca w Oslo, Ville Kantee przegrał ze Svenem Hannawaldem i dwukrotnie zajął drugie miejsce. W Turnieju Skandynawskim 2000 Kantee zajął trzecie miejsce, tuż za Hannawaldem i Janne Ahonenem. Ville Kantee uzyskał łącznie 210 punktów, o 120 mniej od zwycięzcy TN.

#### Mistrzostwa świata w lotach narciarskich – 23. miejsce
Ville Kantee zajął 23. miejsce w konkursie o mistrzostwo świata w lotach narciarskich w lutym 2000 w Vikersund. Oddał skoki na odległości: 133 m, 139,5 m i 173,5 metra i zdobył łącznie 379,7 punktu.

### 2000/2001

#### Puchar Świata – 17. miejsce
Pierwszy występ Ville Kantee w sezonie 2000/2001 w Pucharze Świata miał miejsce 24 listopada na skoczni Puijo w Kuopio. Fin zajął wówczas dziesiąte miejsce. 2 grudnia na tej samej skoczni był 24. Dzień później Kantee stanął na najniższym stopniu podium, przegrywając z Martinem Schmittem i Janne Ahonenem. 3 lutego w pierwszym konkursie po Turnieju Czterech Skoczni, w którym Kantee wziął udział, na skoczni w Willingen zwyciężył po raz drugi i ostatni w karierze. Bezpośrednio wyprzedził wówczas Adama Małysza, który w tych zawodach skoczył 151,5 metra, co było ówczesnym rekordem skoczni. Nazajutrz reprezentant Finlandii zajął dziewiątą pozycję. 3 marca na mamuciej skoczni w Oberstdorfie Ville Kantee był dwudziesty, a dzień później 26. Łącznie w sezonie 2000/2001 zdobył 283 punkty do klasyfikacji Pucharu Świata, co dało mu siedemnaste miejsce.

##### Turniej Czterech Skoczni – 11. miejsce
W Turnieju Czterech Skoczni 2000/2001 Ville Kantee zdobył punkty do klasyfikacji Pucharu Świata we wszystkich czterech konkursach. W pierwszym z nich, 29 grudnia w Oberstdorfie był 22. Trzy dni później na Skoczni Olimpijskiej w Garmisch-Partenkirchen uplasował się na szesnastej pozycji. 4 stycznia w Innsbrucku był 24. W ostatnim z konkursów, w święto Trzech Króli na skoczni w Bischofshofen sklasyfikowany został na siedemnastej pozycji. W TCS 2000/2001 Kantee zdobył 761,7 punktów, dzięki czemu uplasował się na jedenastym miejscu.

##### Turniej Nordycki – 61. miejsce
W Turnieju Skandynawskim 2001 Kantee wystartował tylko w dwóch konkursach. W pierwszym z nich, 7 marca na Lugnet w Falun sklasyfikowany został na 52. miejscu wśród 57 zawodników. Dwa dni później w Trondheim zajął 43. miejsce. Łącznie w dwóch konkursach zdobył 48,6 punktu, przez co zajął 61. miejsce.

### 2001/2002

#### Letnia Grand Prix – 27. miejsce
W 2001 roku Ville Kantee wystartował w czterech konkursach Letniej Grand Prix na igelicie. W inauguracyjnych zawodach na skoczni w Hinterzarten, 11 sierpnia zajął 19. miejsce. Nazajutrz na tym samym obiekcie uplasował się na jedenastej pozycji. 14 sierpnia we francuskim Courchevel został sklasyfikowany na 13. miejscu. 18 sierpnia na Brunnentalschanze w Stams zajął 45. lokatę. Łącznie zdobył 56 punktów, dzięki czemu zajął 27. miejsce.

#### Puchar Świata – 63. miejsce
W Pucharze Świata 2001/2002 Kantee wystartował w pięciu konkursach. W pierwszym z nich, 23 listopada reprezentant klubu Puijon Hiihtoseura zajął 32. lokatę. Następnego dnia na tej samej skoczni był 38. 8 grudnia na normalnej skoczni Villacher Alpenarena w Villach Kantee zdobył pierwsze w sezonie punkty Pucharu Świata, zajmując 24. miejsce. Dwanaście dni później w Engelbergu Fin był 42. Ostatni raz w zawodach Pucharu Świata w sezonie 2001/2002, a zarazem po raz ostatni w sportowej karierze wystartował 12 stycznia 2002 roku w Willingen. Zajął wówczas 25. miejsce i zdobył sześć pucharowych punktów. Sezon zakończył na 63. miejscu w klasyfikacji Pucharu Świata.
W 2002 roku Ville Kantee ogłosił, że kończy karierę skoczka narciarskiego.

### 2003/2004

#### Puchar Kontynentalny – niesklasyfikowany
W sezonie 2003/2004 Ville Kantee gościnnie wystartował w czterech konkursach Pucharu Kontynentalnego. 27 grudnia na Gross-Titlis-Schanze w Engelbergu skoczył 96,5 metra, co dało mu 59. miejsce wśród 72 sklasyfikowanych zawodników. W noworocznym konkursie na skoczni w Seefeld reprezentant Finlandii zajął 83. miejsce, wyprzedzając tylko dwóch skoczków – Andreia Balazsa z Rumunii i Chunganga Li z Chińskiej Republiki Ludowej. Dwa dni później na skoczni K-90 w Planicy Kantee był 78. i ponownie wyprzedził dwóch zawodników – Balazsa oraz Węgra Dénesa Pungora. 4 stycznia na tej samej skoczni Ville Kantee sklasyfikowany został na 69. pozycji, tym razem wyprzedził jednak trzech zawodników – Balazsa, Pungora i Cipriana Ionițę z Rumunii. W sezonie 2003/2004 Kantee nie zdobył punktów do klasyfikacji Pucharu Kontynentalnego, w związku z czym nie został sklasyfikowany w tabeli końcowej.

### Mistrzostwa świata

#### Indywidualnie
| 1999 Ramsau | – | 30. miejsce (K-120), 13. miejsce (K-90) |
| 2001 Lahti  | – | 9. miejsce (K-116), 10. miejsce (K-90)  |

#### Drużynowo
| 1999 Ramsau | – | 4. miejsce                                  |
| 2001 Lahti  | – | srebrny medal (K-116), srebrny medal (K-90) |

### Mistrzostwa świata w lotach narciarskich

#### Indywidualnie
| 2000 Vikersund | – | 23. miejsce |

### Puchar Świata

#### Miejsca w klasyfikacji generalnej
| Sezon     | Miejsce |
| --------- | ------- |
| 1996/1997 | 20.     |
| 1997/1998 | 54.     |
| 1998/1999 | 28.     |
| 1999/2000 | 6.      |
| 2000/2001 | 17.     |
| 2001/2002 | 63.     |

#### Zwycięstwa w konkursach
| Nr | Dzień        | Rok  | Miejscowość | Skocznia          | Punkt K | Skok 1  | Skok 2  | Nota      |
| -- | ------------ | ---- | ----------- | ----------------- | ------- | ------- | ------- | --------- |
| 1. | 28 listopada | 1999 | Kuopio      | Puijo             | K-120   | 117,5 m | –       | 111,0 pkt |
| 2. | 3 lutego     | 2001 | Willingen   | Mühlenkopfschanze | K-120   | 128,0 m | 146,0 m | 293,2 pkt |

#### Miejsca na podium
| Sezon PŚ  | 1. miejsce | 2. miejsce | 3. miejsce | razem |
| 1999/2000 | 1          | 2          | 1          | 4     |
| 2000/2001 | 1          | –          | 1          | 2     |
| suma      | 2          | 2          | 2          | 6     |

#### Miejsca na podium chronologicznie
| Nr | Dzień        | Rok  | Miejscowość | Skocznia                | Punkt K | Skok 1  | Skok 2  | Nota      | Lok. | Strata  | Zwycięzca      |
| -- | ------------ | ---- | ----------- | ----------------------- | ------- | ------- | ------- | --------- | ---- | ------- | -------------- |
| 1. | 28 listopada | 1999 | Kuopio      | Puijo                   | K-120   | 117,5 m | –       | 111,0 pkt | 1.   | –       | –              |
| 2. | 26 stycznia  | 2000 | Hakuba      | Olimpijska              | K-120   | 121,5 m | 127,0 m | 247,3 pkt | 3.   | 3,8 pkt | Jani Soininen  |
| 3. | 10 marca     | 2000 | Trondheim   | Granåsen                | K-120   | 132,5 m | 128,0 m | 270,9 pkt | 2.   | 8,9 pkt | Sven Hannawald |
| 4. | 12 marca     | 2000 | Oslo        | Holmenkollen            | K-115   | 126,5 m | 122,0 m | 267,3 pkt | 2.   | 4,1 pkt | Sven Hannawald |
| 5. | 3 grudnia    | 2000 | Kuopio      | Puijo                   | K-120   | 119,0 m | 125,0 m | 238,5 pkt | 3.   | 6,4 pkt | Martin Schmitt |
| 6. | 3 lutego     | 2001 | Willingen   | Große Mühlenkopfschanze | K-120   | 128,0 m | 146,0 m | 293,2 pkt | 1.   | –       | –              |

#### Miejsca w poszczególnych konkursach indywidualnychPucharu Świata
| Źródło | Źródło      | Źródło           | Źródło           | Źródło                 | Źródło    | Źródło        | Źródło                 | Źródło                 | Źródło                 | Źródło                 | Źródło        | Źródło        | Źródło    | Źródło           | Źródło           | Źródło     | Źródło          | Źródło          | Źródło        | Źródło        | Źródło | Źródło | Źródło    | Źródło  | Źródło  | Źródło  | Źródło  | Źródło  | Źródło | Źródło | Źródło | Źródło | Źródło | Źródło | Źródło | Źródło | Źródło | Źródło | Źródło | Źródło | Źródło | Źródło | Źródło | Źródło | Źródło | Źródło | Źródło | Źródło | Źródło |
| --- | ----------- | ---------------- | ---------------- | ---------------------- | --------- | ------------- | ---------------------- | ---------------------- | ---------------------- | ---------------------- | ------------- | ------------- | --------- | ---------------- | ---------------- | ---------- | --------------- | --------------- | ------------- | ------------- | ------ | ------ | --------- | ------- | ------- | ------- | ------- | ------- | ------ | ------ | ------ | ------ | ------ | ------ | ------ | ------ | ------ | ------ | ------ | ------ | ------ | ------ | ------ | ------ | ------ | ------ | ------ | ------ | ------ |
| Sezon 1996/1997 |             |                  |                  |                        |           |               |                        |                        |                        |                        |               |               |           |                  |                  |            |                 |                 |               |               |        |        |           |         |         |         |         |         |        |        |        |        |        |        |        |        |        |        |        |        |        |        |        |        |        |        |        |        |        |
| Lillehammer | Lillehammer | Ruka             | Ruka             | Harrachov              | Harrachov | Oberstdorf    | Garmisch-Partenkirchen | Innsbruck              | Bischofshofen          | Engelberg              | Engelberg     | Sapporo       | Sapporo   | Hakuba           | Willingen        | Willingen  | Bad Mitterndorf | Bad Mitterndorf | Lahti         | Kuopio        | Falun  | Oslo   | Planica   | Planica | punkty  | punkty  | punkty  | punkty  | punkty | punkty | punkty | punkty | punkty | punkty | punkty | punkty | punkty | punkty | punkty | punkty | punkty | punkty | punkty |        |        |        |        |        |        |
| 27 | 39          | 20               | 12               | 12                     | 11        | 26            | 48                     | 22                     | q                      | 15                     | 10            | -             | -         | -                | 10               | 16         | 20              | 28              | 11            | 17            | 16     | 32     | 23        | -       | 255     | 255     | 255     | 255     | 255    | 255    | 255    | 255    | 255    | 255    | 255    | 255    | 255    | 255    | 255    | 255    | 255    | 255    | 255    |        |        |        |        |        |        |
| Sezon 1997/1998 |             |                  |                  |                        |           |               |                        |                        |                        |                        |               |               |           |                  |                  |            |                 |                 |               |               |        |        |           |         |         |         |         |         |        |        |        |        |        |        |        |        |        |        |        |        |        |        |        |        |        |        |        |        |        |
| Lillehammer | Lillehammer | Predazzo         | Villach          | Harrachov              | Engelberg | Engelberg     | Oberstdorf             | Garmisch-Partenkirchen | Innsbruck              | Bischofshofen          | Ramsau        | Zakopane      | Zakopane  | MŚL – Oberstdorf | MŚL – Oberstdorf | Sapporo    | Vikersund       | Vikersund       | Kuopio        | Lahti         | Lahti  | Falun  | Trondheim | Oslo    | Planica | Planica | punkty  | punkty  | punkty | punkty | punkty | punkty | punkty | punkty | punkty | punkty | punkty | punkty | punkty | punkty | punkty | punkty | punkty | punkty | punkty |        |        |        |        |
| q | q           | 32               | 47               | q                      | -         | -             | 48                     | 46                     | 29                     | 44                     | 25            | -             | -         | -                | -                | -          | -               | -               | q             | 28            | 37     | 38     | 10        | q       | 35      | 24      | 44      | 44      | 44     | 44     | 44     | 44     | 44     | 44     | 44     | 44     | 44     | 44     | 44     | 44     | 44     | 44     | 44     | 44     | 44     |        |        |        |        |
| Sezon 1998/1999 |             |                  |                  |                        |           |               |                        |                        |                        |                        |               |               |           |                  |                  |            |                 |                 |               |               |        |        |           |         |         |         |         |         |        |        |        |        |        |        |        |        |        |        |        |        |        |        |        |        |        |        |        |        |        |
| Lillehammer | Lillehammer | Chamonix         | Chamonix         | Predazzo               | Oberhof   | Harrachov     | Harrachov              | Oberstdorf             | Garmisch-Partenkirchen | Innsbruck              | Bischofshofen | Engelberg     | Engelberg | Zakopane         | Zakopane         | Sapporo    | Sapporo         | Willingen       | Willingen     | Harrachov     | Kuopio | Lahti  | Trondheim | Falun   | Oslo    | Planica | Planica | Planica | punkty |        |        |        |        |        |        |        |        |        |        |        |        |        |        |        |        |        |        |        |        |
| 51 | q           | 34               | 47               | 35                     | 48        | -             | -                      | -                      | -                      | -                      | -             | -             | -         | -                | -                | -          | -               | 27              | 9             | 5             | 14     | 45     | 11        | 9       | 18      | 24      | 17      | 37      | 183    |        |        |        |        |        |        |        |        |        |        |        |        |        |        |        |        |        |        |        |        |
| Sezon 1999/2000 |             |                  |                  |                        |           |               |                        |                        |                        |                        |               |               |           |                  |                  |            |                 |                 |               |               |        |        |           |         |         |         |         |         |        |        |        |        |        |        |        |        |        |        |        |        |        |        |        |        |        |        |        |        |        |
| Kuopio | Kuopio      | Predazzo         | Predazzo         | Villach                | Zakopane  | Zakopane      | Oberstdorf             | Garmisch-Partenkirchen | Innsbruck              | Bischofshofen          | Engelberg     | Engelberg     | Sapporo   | Sapporo          | Hakuba           | Willingen  | Willingen       | Bad Mitterndorf | Iron Mountain | Iron Mountain | Lahti  | Lahti  | Trondheim | Oslo    | Planica | punkty  | punkty  | punkty  | punkty | punkty | punkty | punkty | punkty | punkty | punkty | punkty | punkty | punkty | punkty | punkty | punkty | punkty | punkty | punkty |        |        |        |        |        |
| 12 | 1           | 13               | 14               | 7                      | 9         | 6             | 7                      | 6                      | 9                      | 15                     | 16            | 9             | 6         | 7                | 3                | 49         | 19              | 27              | 48            | 19            | 7      | 17     | 2         | 2       | 8       | 836     | 836     | 836     | 836    | 836    | 836    | 836    | 836    | 836    | 836    | 836    | 836    | 836    | 836    | 836    | 836    | 836    | 836    | 836    |        |        |        |        |        |
| Sezon 2000/2001 |             |                  |                  |                        |           |               |                        |                        |                        |                        |               |               |           |                  |                  |            |                 |                 |               |               |        |        |           |         |         |         |         |         |        |        |        |        |        |        |        |        |        |        |        |        |        |        |        |        |        |        |        |        |        |
| Kuopio | Kuopio      | Kuopio           | Oberstdorf       | Garmisch-Partenkirchen | Innsbruck | Bischofshofen | Harrachov              | Harrachov              | Park City              | Hakuba                 | Sapporo       | Sapporo       | Willingen | Willingen        | Oberstdorf       | Oberstdorf | Falun           | Trondheim       | Oslo          | Planica       | punkty | punkty | punkty    | punkty  | punkty  | punkty  | punkty  | punkty  | punkty | punkty | punkty | punkty | punkty | punkty | punkty | punkty | punkty | punkty | punkty |        |        |        |        |        |        |        |        |        |        |
| 10 | 24          | 3                | 22               | 16                     | 24        | 17            | -                      | -                      | -                      | -                      | -             | -             | 1         | 9                | 20               | 26         | 52              | 43              | -             | -             | 283    | 283    | 283       | 283     | 283     | 283     | 283     | 283     | 283    | 283    | 283    | 283    | 283    | 283    | 283    | 283    | 283    | 283    | 283    |        |        |        |        |        |        |        |        |        |        |
| Sezon 2001/2002 |             |                  |                  |                        |           |               |                        |                        |                        |                        |               |               |           |                  |                  |            |                 |                 |               |               |        |        |           |         |         |         |         |         |        |        |        |        |        |        |        |        |        |        |        |        |        |        |        |        |        |        |        |        |        |
| Kuopio | Kuopio      | Titisee-Neustadt | Titisee-Neustadt | Villach                | Engelberg | Engelberg     | Predazzo               | Predazzo               | Oberstdorf             | Garmisch-Partenkirchen | Innsbruck     | Bischofshofen | Willingen | Zakopane         | Zakopane         | Hakuba     | Sapporo         | Lahti           | Falun         | Trondheim     | Oslo   | punkty | punkty    | punkty  | punkty  | punkty  | punkty  | punkty  | punkty | punkty | punkty | punkty | punkty | punkty | punkty | punkty | punkty | punkty | punkty | punkty |        |        |        |        |        |        |        |        |        |
| 32 | 38          | -                | -                | 24                     | q         | 42            | -                      | -                      | -                      | -                      | -             | -             | 25        | -                | -                | -          | -               | -               | -             | -             | -      | 13     | 13        | 13      | 13      | 13      | 13      | 13      | 13     | 13     | 13     | 13     | 13     | 13     | 13     | 13     | 13     | 13     | 13     | 13     |        |        |        |        |        |        |        |        |        |
| Legenda |             |                  |                  |                        |           |               |                        |                        |                        |                        |               |               |           |                  |                  |            |                 |                 |               |               |        |        |           |         |         |         |         |         |        |        |        |        |        |        |        |        |        |        |        |        |        |        |        |        |        |        |        |        |        |
| 1 2 3 4-10 11-30 poniżej 30 dq – dyskwalifikacja q – dyskwalifikacja w kwalifikacjach q – zawodnik nie zakwalifikował się - – zawodnik nie wystartował |             |                  |                  |                        |           |               |                        |                        |                        |                        |               |               |           |                  |                  |            |                 |                 |               |               |        |        |           |         |         |         |         |         |        |        |        |        |        |        |        |        |        |        |        |        |        |        |        |        |        |        |        |        |        |

#### Miejsca w poszczególnych konkursach drużynowychPucharu Świata
| Źródło                                           | Źródło          | Źródło          | Źródło          | Źródło          | Źródło          | Źródło          | Źródło          | Źródło          | Źródło         |
| ------------------------------------------------ | --------------- | --------------- | --------------- | --------------- | --------------- | --------------- | --------------- | --------------- | -------------- |
| Sezon 1998/1999                                  | Sezon 1998/1999 | Sezon 1998/1999 | Sezon 1998/1999 | Sezon 1998/1999 | Sezon 1998/1999 | Sezon 1998/1999 | Sezon 1998/1999 | Sezon 1998/1999 | Willingen K120 |
| Sezon 1998/1999                                  | Sezon 1998/1999 | Sezon 1998/1999 | Sezon 1998/1999 | Sezon 1998/1999 | Sezon 1998/1999 | Sezon 1998/1999 | Sezon 1998/1999 | Sezon 1998/1999 | 5              |
| Sezon 1999/2000                                  | Sezon 1999/2000 | Sezon 1999/2000 | Sezon 1999/2000 | Sezon 1999/2000 | Sezon 1999/2000 | Sezon 1999/2000 | Hakuba K120     | Lahti K116      | Planica K185   |
| Sezon 1999/2000                                  | Sezon 1999/2000 | Sezon 1999/2000 | Sezon 1999/2000 | Sezon 1999/2000 | Sezon 1999/2000 | Sezon 1999/2000 | 1               | 1               | 2              |
| Sezon 2000/2001                                  | Sezon 2000/2001 | Sezon 2000/2001 | Sezon 2000/2001 | Sezon 2000/2001 | Sezon 2000/2001 | Kuopio K120     | Park City K120  | Willingen K120  | Planica K185   |
| Sezon 2000/2001                                  | Sezon 2000/2001 | Sezon 2000/2001 | Sezon 2000/2001 | Sezon 2000/2001 | Sezon 2000/2001 | 3               | -               | 1               | -              |
| Legenda                                          |                 |                 |                 |                 |                 |                 |                 |                 |                |
| 1 2 3 4-6 poniżej 6 - – zawodnik nie wystartował |                 |                 |                 |                 |                 |                 |                 |                 |                |

#### Turniej Czterech Skoczni

##### Miejsca w klasyfikacji generalnej
| Sezon     | Miejsce |
| --------- | ------- |
| 1996/1997 | 31.     |
| 1997/1998 | 40.     |
| 1999/2000 | 9.      |
| 2000/2001 | 11.     |

### Turniej Nordycki

#### Miejsca w klasyfikacji generalnej
| Sezon | Miejsce | Źr.    |
| ----- | ------- | ------ |
| 1997  | 15.     | [ 41 ] |
| 1998  | 42.     | [ 42 ] |
| 1999  | 13.     | [ 43 ] |
| 2000  | 5.      | [ 44 ] |

#### Puchar Świata w lotach

##### Miejsca w klasyfikacji generalnej
| Sezon     | Miejsce |
| --------- | ------- |
| 1996/1997 | 29.     |
| 1998/1999 | 25.     |
| 1999/2000 | 15.     |
| 2000/2001 | 41.     |

### Letnie Grand Prix

#### Miejsca w klasyfikacji generalnej
| Sezon | Miejsce |
| ----- | ------- |
| 1997  | 9.      |
| 1998  | 34.     |
| 1999  | 19.     |
| 2000  | 41.     |
| 2001  | 27.     |

#### Miejsca na podium chronologicznie
| Nr | Dzień       | Rok  | Miejscowość | Skocznia | Punkt K | Skok 1  | Skok 2  | Nota      | Lok. | Strata  | Zwycięzca      |
| -- | ----------- | ---- | ----------- | -------- | ------- | ------- | ------- | --------- | ---- | ------- | -------------- |
| 1. | 17 sierpnia | 1997 | Trondheim   | Granåsen | K-120   | 126,5 m | 126,0 m | 256,0 pkt | 2.   | 9,6 pkt | Takanobu Okabe |

#### Miejsca w poszczególnych konkursachLGP
| Źródło | Źródło       | Źródło       | Źródło       | Źródło  | Źródło | Źródło  | Źródło  | Źródło | Źródło | Źródło | Źródło | Źródło | Źródło | Źródło | Źródło | Źródło | Źródło | Źródło | Źródło | Źródło | Źródło | Źródło | Źródło | Źródło | Źródło | Źródło |
| --- | ------------ | ------------ | ------------ | ------- | ------ | ------- | ------- | ------ | ------ | ------ | ------ | ------ | ------ | ------ | ------ | ------ | ------ | ------ | ------ | ------ | ------ | ------ | ------ | ------ | ------ | ------ |
| 1997 |              |              |              |         |        |         |         |        |        |        |        |        |        |        |        |        |        |        |        |        |        |        |        |        |        |        |
| Courchevel | Trondheim    | Hinterzarten | Predazzo     | Stams   | punkty | punkty  | punkty  | punkty | punkty | punkty | punkty | punkty | punkty |        |        |        |        |        |        |        |        |        |        |        |        |        |
| - | 2            | 49           | 10           | 17      | 120    | 120     | 120     | 120    | 120    | 120    | 120    | 120    | 120    |        |        |        |        |        |        |        |        |        |        |        |        |        |
| 1998 |              |              |              |         |        |         |         |        |        |        |        |        |        |        |        |        |        |        |        |        |        |        |        |        |        |        |
| Stams | Predazzo     | Courchevel   | Hinterzarten | Hakuba  | Hakuba | punkty  | punkty  | punkty | punkty | punkty | punkty | punkty | punkty | punkty |        |        |        |        |        |        |        |        |        |        |        |        |
| - | -            | -            | -            | 23      | 18     | 21      | 21      | 21     | 21     | 21     | 21     | 21     | 21     | 21     |        |        |        |        |        |        |        |        |        |        |        |        |
| 1999 |              |              |              |         |        |         |         |        |        |        |        |        |        |        |        |        |        |        |        |        |        |        |        |        |        |        |
| Hinterzarten | Courchevel   | Stams        | Hakuba       | Sapporo | punkty | punkty  | punkty  | punkty | punkty | punkty | punkty | punkty | punkty |        |        |        |        |        |        |        |        |        |        |        |        |        |
| 37 | 21           | 14           | 17           | 36      | 42     | 42      | 42      | 42     | 42     | 42     | 42     | 42     | 42     |        |        |        |        |        |        |        |        |        |        |        |        |        |
| 2000 |              |              |              |         |        |         |         |        |        |        |        |        |        |        |        |        |        |        |        |        |        |        |        |        |        |        |
| Hinterzarten | Kuopio       | Villach      | Courchevel   | Hakuba  | Hakuba | Sapporo | Sapporo | punkty |        |        |        |        |        |        |        |        |        |        |        |        |        |        |        |        |        |        |
| 27 | 19           | -            | -            | -       | -      | -       | -       | 16     |        |        |        |        |        |        |        |        |        |        |        |        |        |        |        |        |        |        |
| 2001 |              |              |              |         |        |         |         |        |        |        |        |        |        |        |        |        |        |        |        |        |        |        |        |        |        |        |
| Hinterzarten | Hinterzarten | Courchevel   | Stams        | Sapporo | Hakuba | Hakuba  | punkty  | punkty | punkty | punkty | punkty | punkty | punkty | punkty | punkty |        |        |        |        |        |        |        |        |        |        |        |
| 19 | 11           | 13           | 45           | -       | -      | -       | 56      | 56     | 56     | 56     | 56     | 56     | 56     | 56     | 56     |        |        |        |        |        |        |        |        |        |        |        |
| Legenda |              |              |              |         |        |         |         |        |        |        |        |        |        |        |        |        |        |        |        |        |        |        |        |        |        |        |
| 1 2 3 4-10 11-30 poniżej 30 dq – dyskwalifikacja q – zawodnik nie zakwalifikował się - – zawodnik nie wystartował |              |              |              |         |        |         |         |        |        |        |        |        |        |        |        |        |        |        |        |        |        |        |        |        |        |        |

## Puchar Kontynentalny

### Miejsca w klasyfikacji generalnej
| Sezon     | Miejsce |
| --------- | ------- |
| 1993/1994 | 240.    |
| 1994/1995 | 291.    |
| 1995/1996 | 103.    |
| 1997/1998 | 118.    |
| 1998/1999 | 93.     |

### Miejsca na podium konkursówPucharu Kontynentalnego
1. Rovaniemi – 29 marca 1998 (2. miejsce)
2. Gallio – 24 stycznia 1999 (1. miejsce)

### Miejsca w poszczególnych konkursachPucharu Kontynentalnego
| Sezon 1993/1994                                                                                                   |             |                |           |                        |                        |             |             |             |               |               |               |              |            |               |                     |                |               |               |               |               |                        |                        |               |              |            |                  |                     |                     |         |               |               |                  |               |            |           |           |           |           |           |           |            |            |           |           |            |            |           |           |        |        |        |        |        |        |        |        |        |        |        |        |        |        |        |        |        |        |        |        |        |        |        |        |        |        |        |        |        |        |        |        |        |        |        |        |        |        |        |        |        |
| Lillehammer | Lillehammer | Oberwiesenthal | Lauscha   | Wörgl                  | Sankt Moritz           | Sankt Aegyd | Gallio      | Sapporo     | Sapporo       | Willingen     | Willingen     | Ironwood     | Ironwood   | Ruhpolding    | Saalfelden          | Planica        | Iron Mountain | Iron Mountain | Ishpeming     | Schönwald     | Titisee-Neustadt       | Calgary                | Calgary       | Zaō          | Zakopane   | Zakopane         | Szczyrbskie Jezioro | Szczyrbskie Jezioro | Sprova  | Sprova        | Ruka          | Rovaniemi        | punkty        | punkty     | punkty    | punkty    | punkty    | punkty    | punkty    | punkty    | punkty     | punkty     | punkty    | punkty    | punkty     | punkty     | punkty    | punkty    | punkty | punkty | punkty | punkty | punkty | punkty | punkty | punkty | punkty | punkty | punkty | punkty | punkty | punkty | punkty | punkty | punkty | punkty | punkty | punkty | punkty | punkty | punkty | punkty |        |        |        |        |        |        |        |        |        |        |        |        |        |        |        |        |        |
| - | -           | -              | -         | -                      | -                      | -           | -           | -           | -             | -             | -             | -            | -          | -             | -                   | -              | -             | -             | -             | -             | -                      | -                      | -             | -            | -          | -                | -                   | -                   | -       | -             | 25            | 55               | 6             | 6          | 6         | 6         | 6         | 6         | 6         | 6         | 6          | 6          | 6         | 6         | 6          | 6          | 6         | 6         | 6      | 6      | 6      | 6      | 6      | 6      | 6      | 6      | 6      | 6      | 6      | 6      | 6      | 6      | 6      | 6      | 6      | 6      | 6      | 6      | 6      | 6      | 6      | 6      |        |        |        |        |        |        |        |        |        |        |        |        |        |        |        |        |        |
| Sezon 1994/1995                                                                                                   |             |                |           |                        |                        |             |             |             |               |               |               |              |            |               |                     |                |               |               |               |               |                        |                        |               |              |            |                  |                     |                     |         |               |               |                  |               |            |           |           |           |           |           |           |            |            |           |           |            |            |           |           |        |        |        |        |        |        |        |        |        |        |        |        |        |        |        |        |        |        |        |        |        |        |        |        |        |        |        |        |        |        |        |        |        |        |        |        |        |        |        |        |        |
| Lillehammer | Lillehammer | Jyväskylä      | Lahti     | Lahti                  | Sankt Moritz           | Lake Placid | Lake Placid | Planica     | Planica       | Sapporo       | Sapporo       | Sapporo      | Courchevel | Courchevel    | Szczyrbskie Jezioro | Zakopane       | Zakopane      | Gallio        | Gallio        | Liberec       | Liberec                | Reit im Winkl          | Saalfelden    | Ruhpolding   | Westby     | Iron Mountain    | Ishpeming           | Sapporo             | Zaō     | Zaō           | Schönwald     | Schönwald        | Sprova        | Sprova     | Ruka      | Gällivare | Rovaniemi | Rovaniemi | punkty    | punkty    | punkty     | punkty     | punkty    | punkty    | punkty     | punkty     | punkty    | punkty    | punkty | punkty | punkty | punkty | punkty | punkty | punkty | punkty | punkty | punkty | punkty | punkty | punkty | punkty | punkty | punkty | punkty | punkty | punkty | punkty | punkty | punkty | punkty | punkty | punkty | punkty | punkty | punkty | punkty | punkty |        |        |        |        |        |        |        |        |        |        |        |
| - | -           | 57             | 54        | 62                     | -                      | -           | -           | -           | -             | -             | -             | -            | -          | -             | -                   | -              | -             | -             | -             | 60            | 45                     | -                      | -             | -            | -          | -                | -                   | -                   | -       | -             | -             | -                | -             | -          | -         | -         | 30        | 36        | 1         | 1         | 1          | 1          | 1         | 1         | 1          | 1          | 1         | 1         | 1      | 1      | 1      | 1      | 1      | 1      | 1      | 1      | 1      | 1      | 1      | 1      | 1      | 1      | 1      | 1      | 1      | 1      | 1      | 1      | 1      | 1      | 1      | 1      | 1      | 1      | 1      | 1      | 1      | 1      |        |        |        |        |        |        |        |        |        |        |        |
| Sezon 1995/1996                                                                                                   |             |                |           |                        |                        |             |             |             |               |               |               |              |            |               |                     |                |               |               |               |               |                        |                        |               |              |            |                  |                     |                     |         |               |               |                  |               |            |           |           |           |           |           |           |            |            |           |           |            |            |           |           |        |        |        |        |        |        |        |        |        |        |        |        |        |        |        |        |        |        |        |        |        |        |        |        |        |        |        |        |        |        |        |        |        |        |        |        |        |        |        |        |        |
| Lauscha | Brotterode  | Lahti          | Lahti     | Kuopio                 | Sankt Moritz           | Lake Placid | Lake Placid | Bad Goisern | Reit im Winkl | Sapporo       | Sapporo       | Sapporo      | Saalfelden | Berchtesgaden | Willingen           | Liberec        | Liberec       | Seefeld       | Westby        | Westby        | Gallio                 | Gallio                 | Örnsköldsvik  | Örnsköldsvik | Schönwald  | Titisee-Neustadt | Bollnäs             | Sapporo             | Beuil   | Beuil         | Falun         | Zaō              | Zaō           | Planica    | Planica   | Voss      | Voss      | Rovaniemi | Ruka      | punkty    | punkty     | punkty     | punkty    | punkty    | punkty     | punkty     | punkty    | punkty    | punkty | punkty | punkty | punkty | punkty | punkty | punkty | punkty | punkty | punkty | punkty | punkty | punkty | punkty | punkty | punkty | punkty | punkty | punkty | punkty | punkty | punkty | punkty | punkty | punkty | punkty | punkty | punkty | punkty | punkty | punkty |        |        |        |        |        |        |        |        |        |        |
| - | -           | 53             | 58        | 37                     | -                      | -           | -           | -           | -             | -             | -             | -            | 50         | 52            | -                   | -              | -             | -             | -             | -             | -                      | -                      | 8             | 10           | -          | -                | -                   | -                   | -       | -             | -             | -                | -             | -          | -         | -         | -         | 35        | 12        | 80        | 80         | 80         | 80        | 80        | 80         | 80         | 80        | 80        | 80     | 80     | 80     | 80     | 80     | 80     | 80     | 80     | 80     | 80     | 80     | 80     | 80     | 80     | 80     | 80     | 80     | 80     | 80     | 80     | 80     | 80     | 80     | 80     | 80     | 80     | 80     | 80     | 80     | 80     | 80     |        |        |        |        |        |        |        |        |        |        |
| Sezon 1997/1998                                                                                                   |             |                |           |                        |                        |             |             |             |               |               |               |              |            |               |                     |                |               |               |               |               |                        |                        |               |              |            |                  |                     |                     |         |               |               |                  |               |            |           |           |           |           |           |           |            |            |           |           |            |            |           |           |        |        |        |        |        |        |        |        |        |        |        |        |        |        |        |        |        |        |        |        |        |        |        |        |        |        |        |        |        |        |        |        |        |        |        |        |        |        |        |        |        |
| Velenje | Rælingen    | Zakopane       | Zakopane  | Frenštát pod Radhoštěm | Frenštát pod Radhoštěm | Oberhof     | Oberhof     | Hakuba      | Hakuba        | Chamonix      | Chamonix      | Lahti        | Lahti      | Lahti         | Oberwiesenthal      | Oberwiesenthal | Sankt Moritz  | Sapporo       | Sapporo       | Sapporo       | Garmisch-Partenkirchen | Garmisch-Partenkirchen | Liberec       | Liberec      | Villach    | Westby           | Westby              | Planica             | Planica | Reit im Winkl | Iron Mountain | Iron Mountain    | Saalfelden    | Ruhpolding | Oslo      | Willingen | Willingen | Ishpeming | Ishpeming | Schönwald | Schönwald  | Sapporo    | Zaō       | Zaō       | Courchevel | Courchevel | Rovaniemi | Ruka      | Ruka   | punkty | punkty | punkty | punkty | punkty | punkty | punkty | punkty | punkty | punkty | punkty | punkty | punkty | punkty | punkty | punkty | punkty | punkty | punkty | punkty | punkty | punkty | punkty | punkty | punkty | punkty | punkty | punkty | punkty | punkty | punkty | punkty | punkty | punkty | punkty | punkty | punkty | punkty | punkty | punkty |
| - | -           | -              | -         | -                      | -                      | -           | -           | 33          | 45            | -             | -             | -            | -          | -             | -                   | -              | -             | -             | -             | -             | -                      | -                      | -             | -            | -          | -                | -                   | -                   | -       | -             | -             | -                | -             | -          | -         | -         | -         | -         | -         | -         | -          | -          | -         | -         | -          | -          | 2         | -         | -      | 80     | 80     | 80     | 80     | 80     | 80     | 80     | 80     | 80     | 80     | 80     | 80     | 80     | 80     | 80     | 80     | 80     | 80     | 80     | 80     | 80     | 80     | 80     | 80     | 80     | 80     | 80     | 80     | 80     | 80     | 80     | 80     | 80     | 80     | 80     | 80     | 80     | 80     | 80     | 80     |
| Sezon 1998/1999                                                                                                   |             |                |           |                        |                        |             |             |             |               |               |               |              |            |               |                     |                |               |               |               |               |                        |                        |               |              |            |                  |                     |                     |         |               |               |                  |               |            |           |           |           |           |           |           |            |            |           |           |            |            |           |           |        |        |        |        |        |        |        |        |        |        |        |        |        |        |        |        |        |        |        |        |        |        |        |        |        |        |        |        |        |        |        |        |        |        |        |        |        |        |        |        |        |
| Velenje | Velenje     | Berchtesgaden  | Villach   | Oberstdorf             | Oberstdorf             | Zakopane    | Zakopane    | Rælingen    | Kuopio        | Lahti         | Lahti         | Sankt Moritz | Engelberg  | Bad Goisern   | Bad Goisern         | Sapporo        | Sapporo       | Sapporo       | Lauscha       | Lauscha       | Gallio                 | Gallio                 | Reit im Winkl | Saalfelden   | Ruhpolding | Braunlage        | Braunlage           | Westby              | Westby  | Planica       | Planica       | Titisee-Neustadt | Iron Mountain | Schönwald  | Ishpeming | Ishpeming | Ishpeming | Sapporo   | Zaō       | Zaō       | Courchevel | Courchevel | Vikersund | Vikersund | Hede       | Hede       | Kuopio    | Rovaniemi | Ruka   | Ruka   | punkty |        |        |        |        |        |        |        |        |        |        |        |        |        |        |        |        |        |        |        |        |        |        |        |        |        |        |        |        |        |        |        |        |        |        |        |        |        |        |
| - | -           | -              | -         | -                      | -                      | -           | -           | -           | 41            | -             | -             | -            | -          | -             | -                   | -              | -             | -             | 9             | -             | 26                     | 1                      | -             | -            | -          | -                | -                   | -                   | -       | -             | -             | -                | -             | -          | -         | -         | -         | -         | -         | -         | -          | -          | -         | -         | -          | -          | q         | -         | -      | -      | 134    |        |        |        |        |        |        |        |        |        |        |        |        |        |        |        |        |        |        |        |        |        |        |        |        |        |        |        |        |        |        |        |        |        |        |        |        |        |        |
| Sezon 2003/2004                                                                                                   |             |                |           |                        |                        |             |             |             |               |               |               |              |            |               |                     |                |               |               |               |               |                        |                        |               |              |            |                  |                     |                     |         |               |               |                  |               |            |           |           |           |           |           |           |            |            |           |           |            |            |           |           |        |        |        |        |        |        |        |        |        |        |        |        |        |        |        |        |        |        |        |        |        |        |        |        |        |        |        |        |        |        |        |        |        |        |        |        |        |        |        |        |        |
| Lillehammer | Lillehammer | Sankt Moritz   | Engelberg | Seefeld                | Planica                | Planica     | Sapporo     | Sapporo     | Sapporo       | Bischofshofen | Bischofshofen | Braunlage    | Braunlage  | Brotterode    | Brotterode          | Zakopane       | Westby        | Westby        | Iron Mountain | Iron Mountain | Kuopio                 | Kuopio                 | Vikersund     | Vikersund    | punkty     | punkty           | punkty              | punkty              | punkty  | punkty        | punkty        | punkty           | punkty        | punkty     | punkty    | punkty    | punkty    | punkty    | punkty    | punkty    | punkty     | punkty     | punkty    | punkty    | punkty     | punkty     | punkty    | punkty    | punkty | punkty | punkty | punkty | punkty | punkty | punkty | punkty | punkty | punkty | punkty | punkty | punkty | punkty | punkty | punkty |        |        |        |        |        |        |        |        |        |        |        |        |        |        |        |        |        |        |        |        |        |        |        |        |        |
| - | -           | -              | 59        | 83                     | 78                     | 69          | -           | -           | -             | -             | -             | -            | -          | -             | -                   | -              | -             | -             | -             | -             | -                      | -                      | -             | -            | 0          | 0                | 0                   | 0                   | 0       | 0             | 0             | 0                | 0             | 0          | 0         | 0         | 0         | 0         | 0         | 0         | 0          | 0          | 0         | 0         | 0          | 0          | 0         | 0         | 0      | 0      | 0      | 0      | 0      | 0      | 0      | 0      | 0      | 0      | 0      | 0      | 0      | 0      | 0      | 0      |        |        |        |        |        |        |        |        |        |        |        |        |        |        |        |        |        |        |        |        |        |        |        |        |        |
| Legenda |             |                |           |                        |                        |             |             |             |               |               |               |              |            |               |                     |                |               |               |               |               |                        |                        |               |              |            |                  |                     |                     |         |               |               |                  |               |            |           |           |           |           |           |           |            |            |           |           |            |            |           |           |        |        |        |        |        |        |        |        |        |        |        |        |        |        |        |        |        |        |        |        |        |        |        |        |        |        |        |        |        |        |        |        |        |        |        |        |        |        |        |        |        |
| 1 2 3 4-10 11-30 poniżej 30 dq – dyskwalifikacja q – zawodnik nie zakwalifikował się - – zawodnik nie wystartował |             |                |           |                        |                        |             |             |             |               |               |               |              |            |               |                     |                |               |               |               |               |                        |                        |               |              |            |                  |                     |                     |         |               |               |                  |               |            |           |           |           |           |           |           |            |            |           |           |            |            |           |           |        |        |        |        |        |        |        |        |        |        |        |        |        |        |        |        |        |        |        |        |        |        |        |        |        |        |        |        |        |        |        |        |        |        |        |        |        |        |        |        |        |

### Mistrzostwa Finlandii
W swojej karierze Ville Kantee rzadko startował w konkursach o mistrzostwo Finlandii. Wiązało się to z dość krótką, jak na skoczka narciarskiego, karierą sportową. Kiedy startował w zawodach o mistrzostwo swojego kraju, zwykle zajmował miejsca w drugiej dziesiątce zawodów. Najlepszy wynik Kantee to dziesiąte miejsce na mistrzostwach Finlandii w styczniu 2002 roku na dużej skoczni w Lahti.

## Sprzęt narciarski
Ville Kantee skakał na nartach firmy Rossignol, używał wiązań marki Silvretta i butów Adidas.